# Capelele din Calea Crucii din Coștiui
Capela Calvaria și capelele „Căii Crucii” formează un monument istoric aflat pe teritoriul satului Coștiui, comuna Rona de Sus, județul Maramureș.

## Localitatea
Coștiui (în maghiară Rónaszék și în ucraineană Коштіль) este un sat în comuna Rona de Sus din județul Maramureș, Transilvania, România. Localitatea Coștiui a fost atestată documentar, pentru prima oară, în anul 1474, cu numele de castellum Ronaszek.

## Capela Calvaria (bisericuța)
Capela Calvaria și celelalte capele ale Căii Crucii se află în cimitirul romano-catolic din Coștiui, dispuse pe direcția N-S și realizate între 1841–1842.

## Imagini

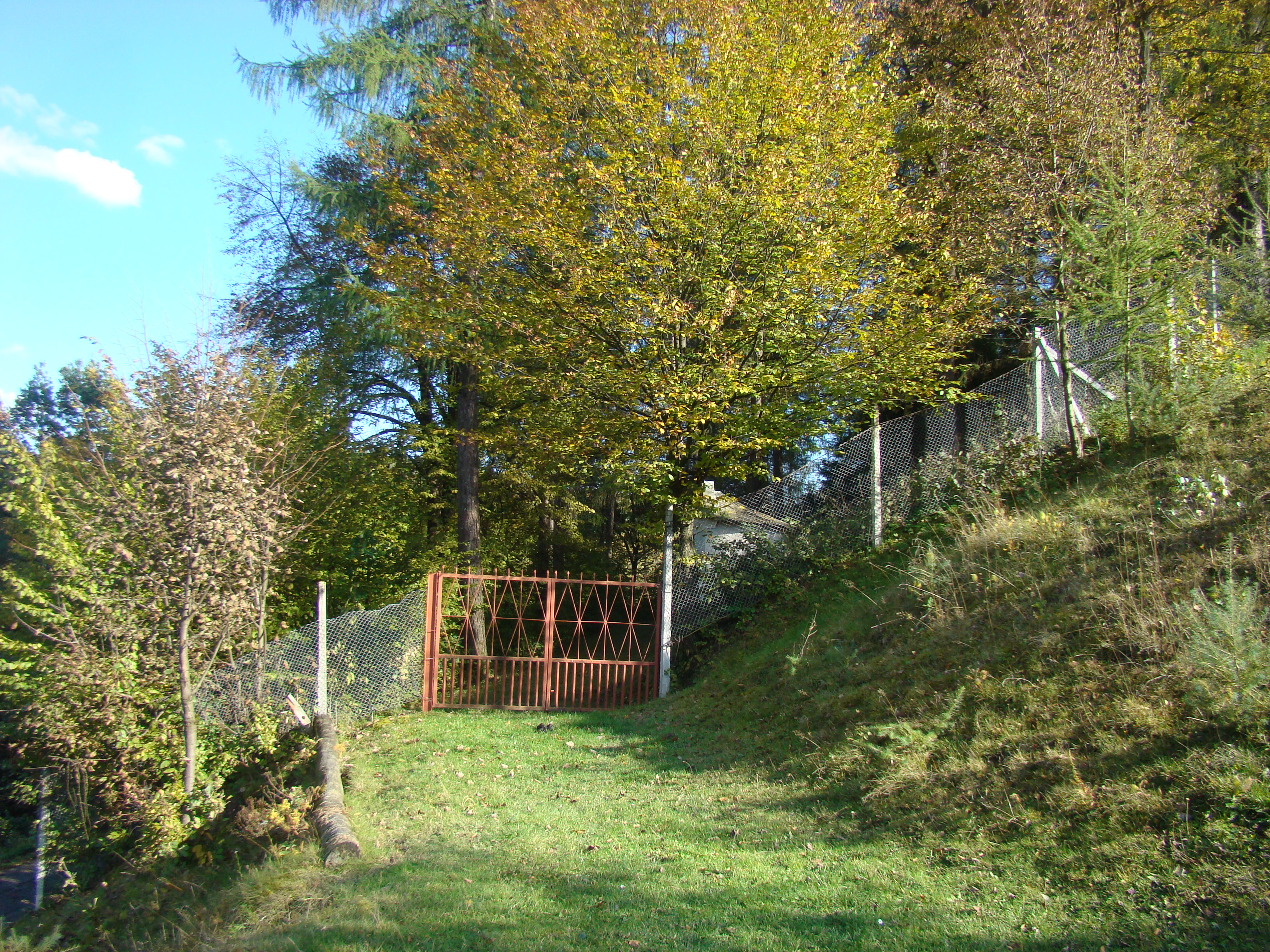
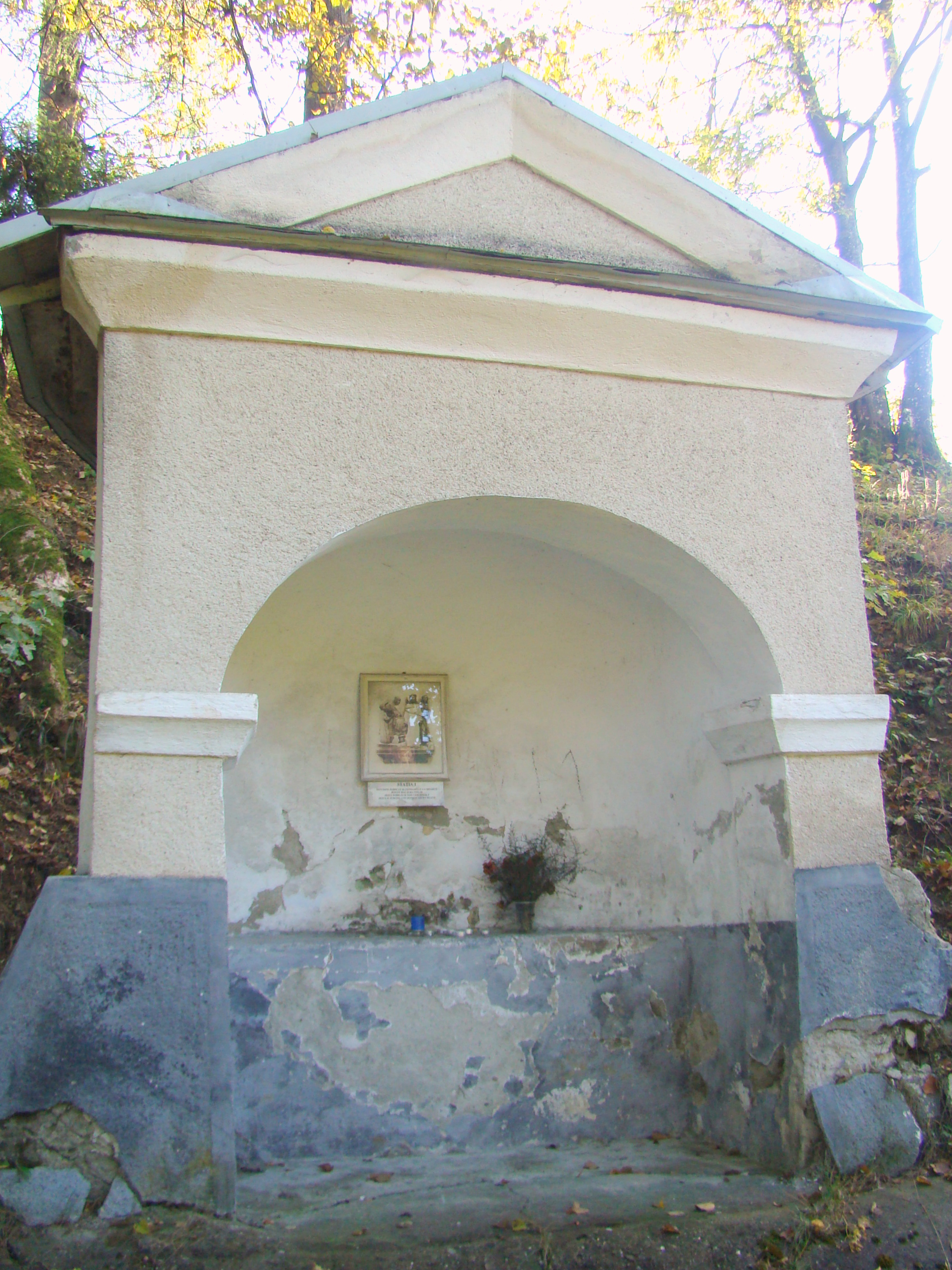
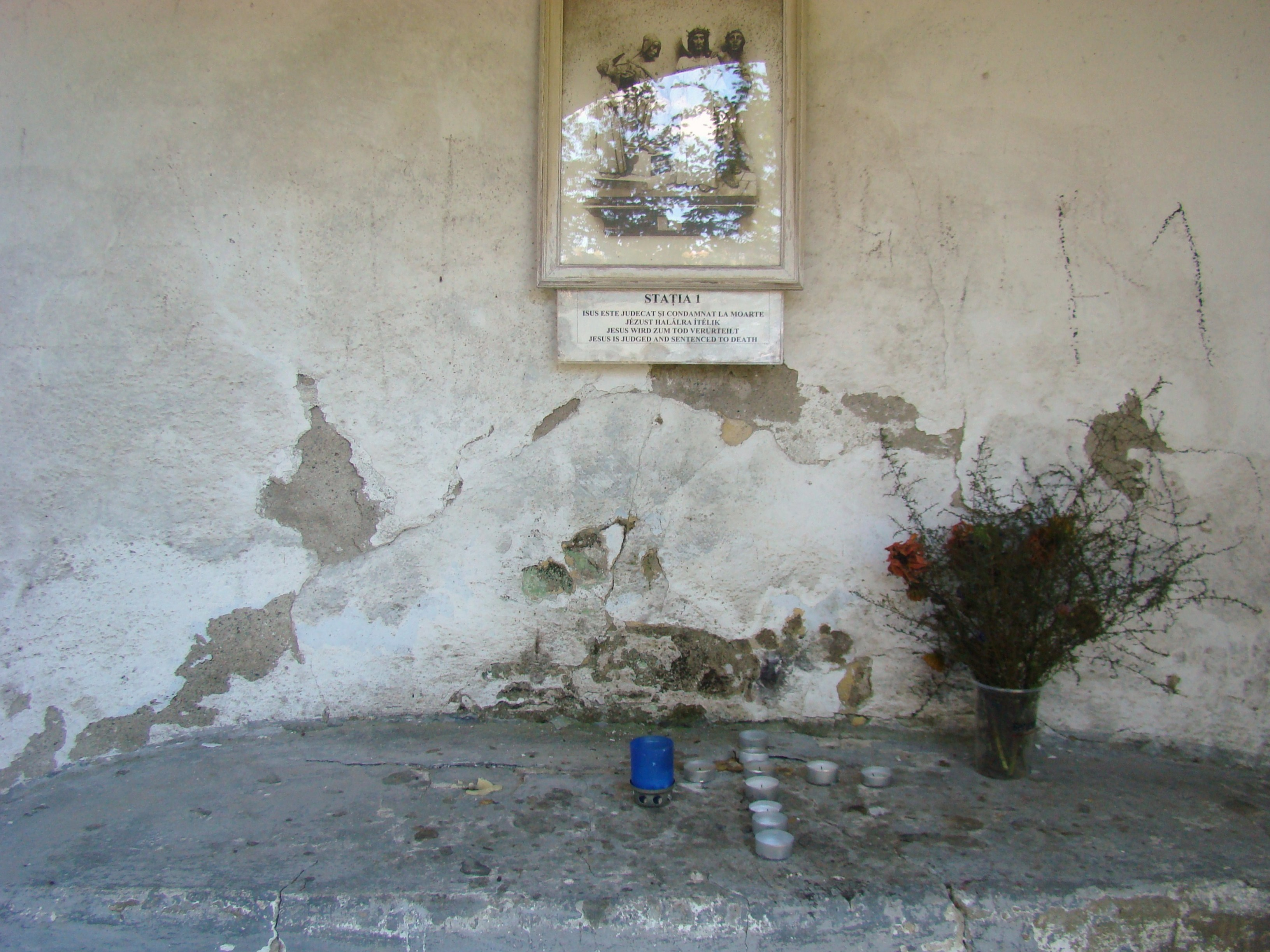
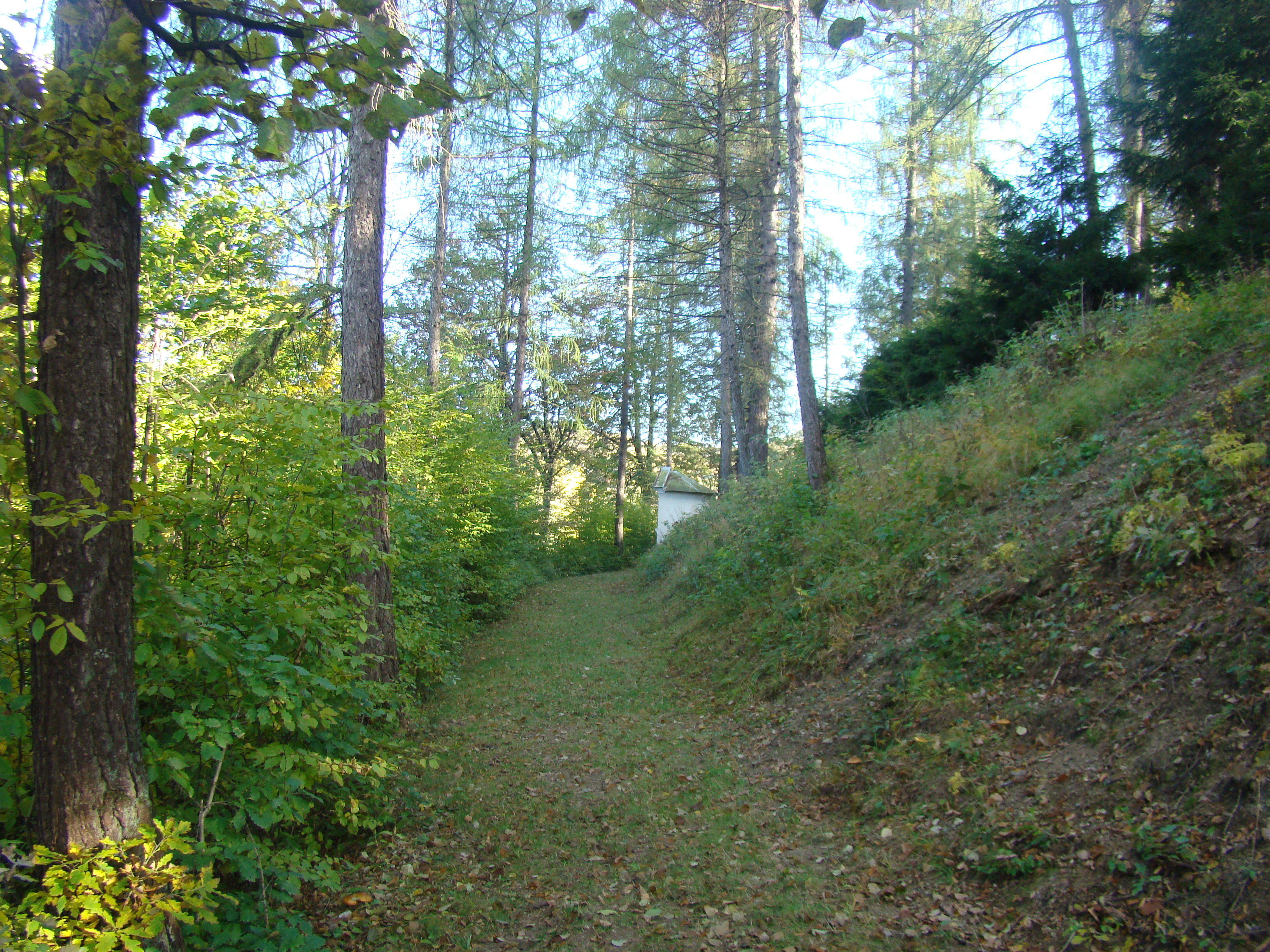
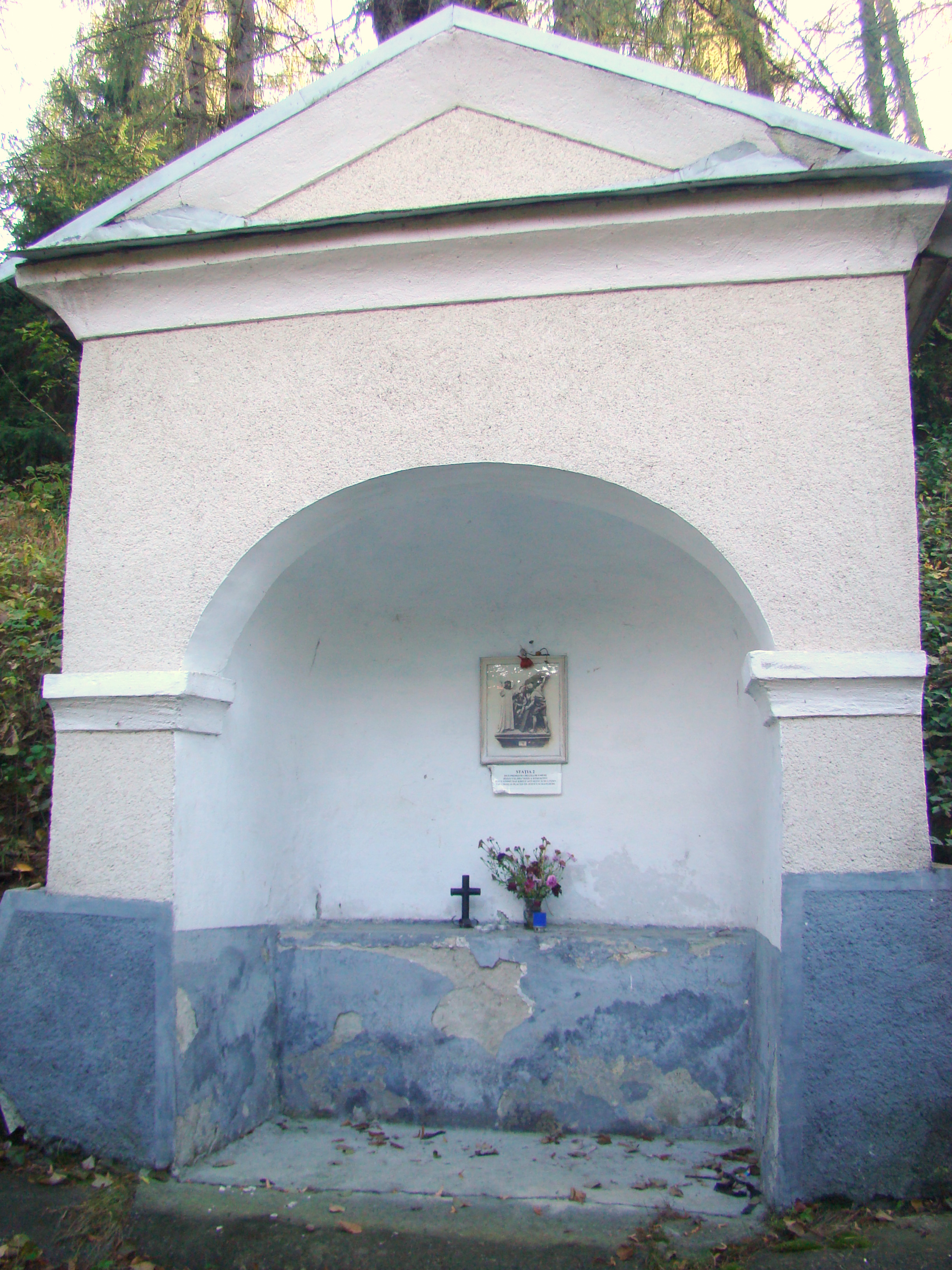
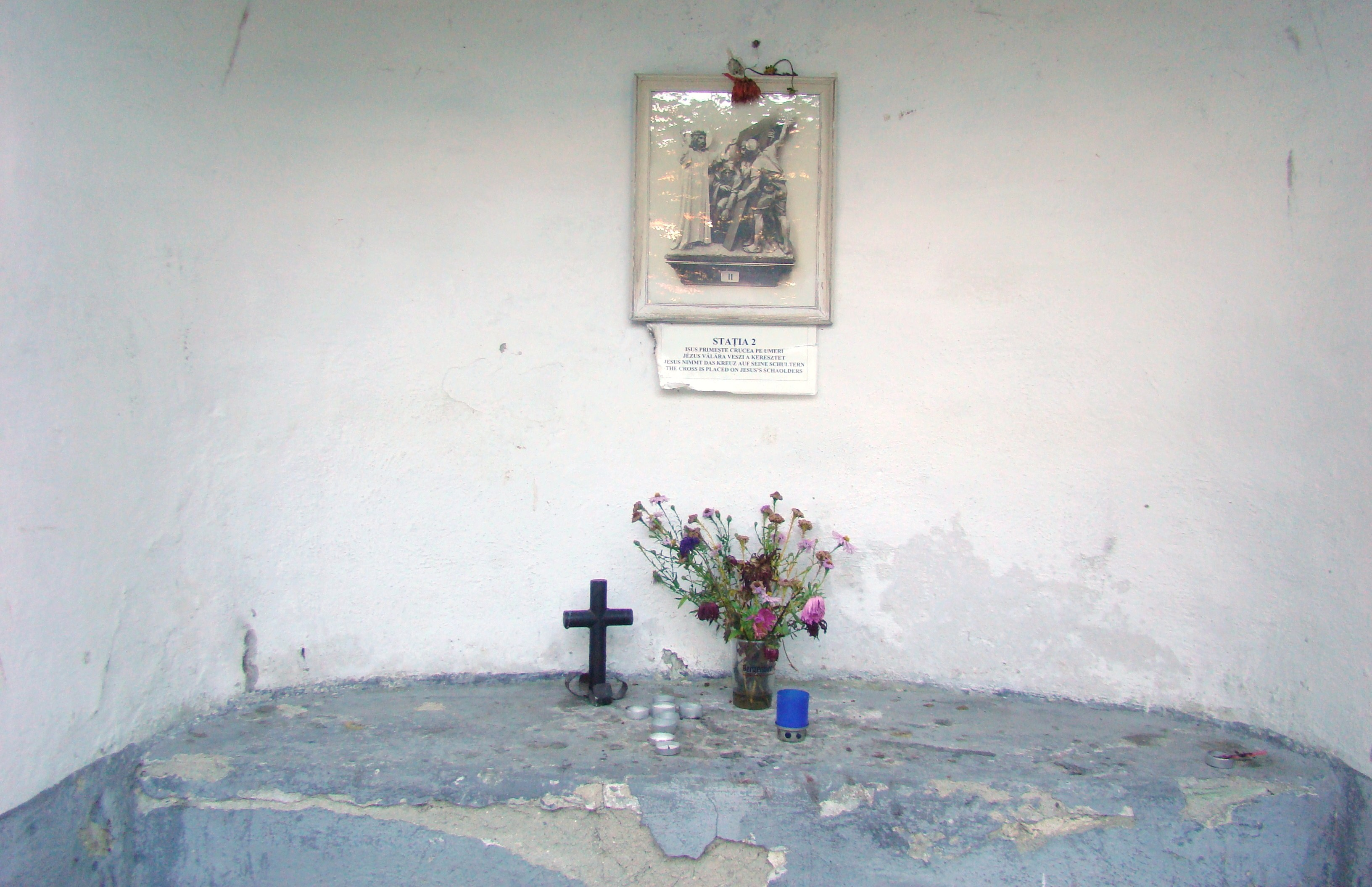
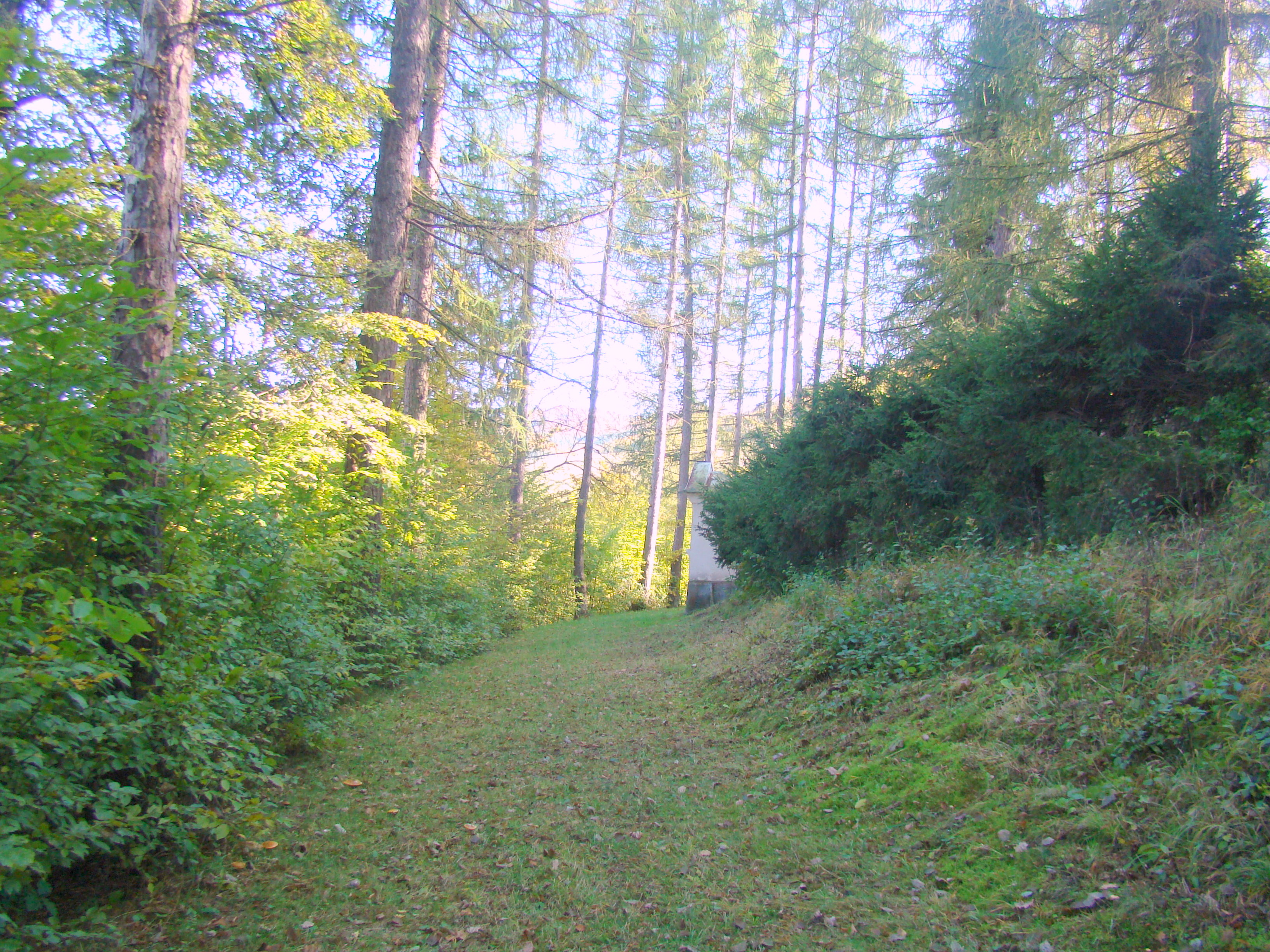
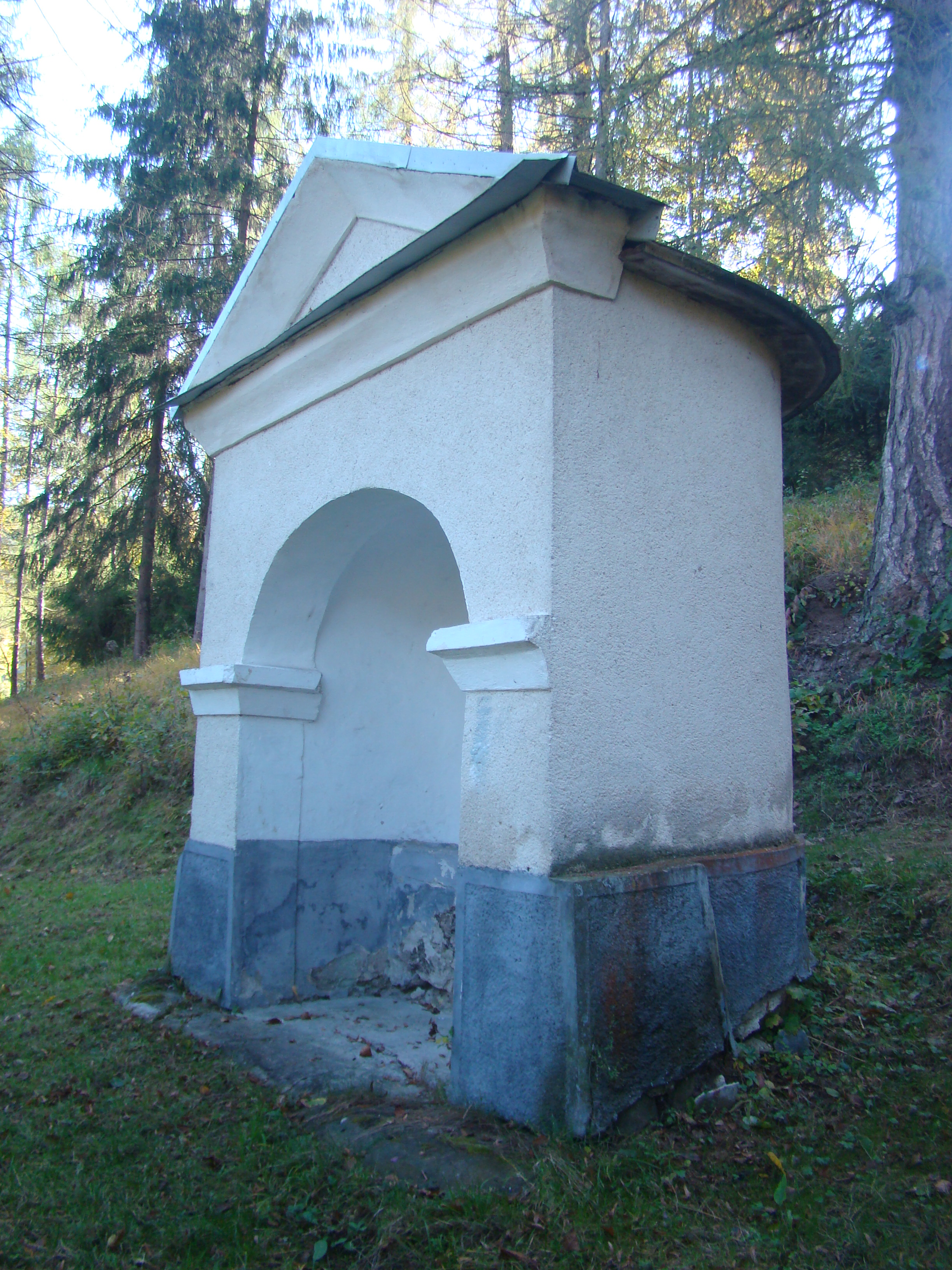
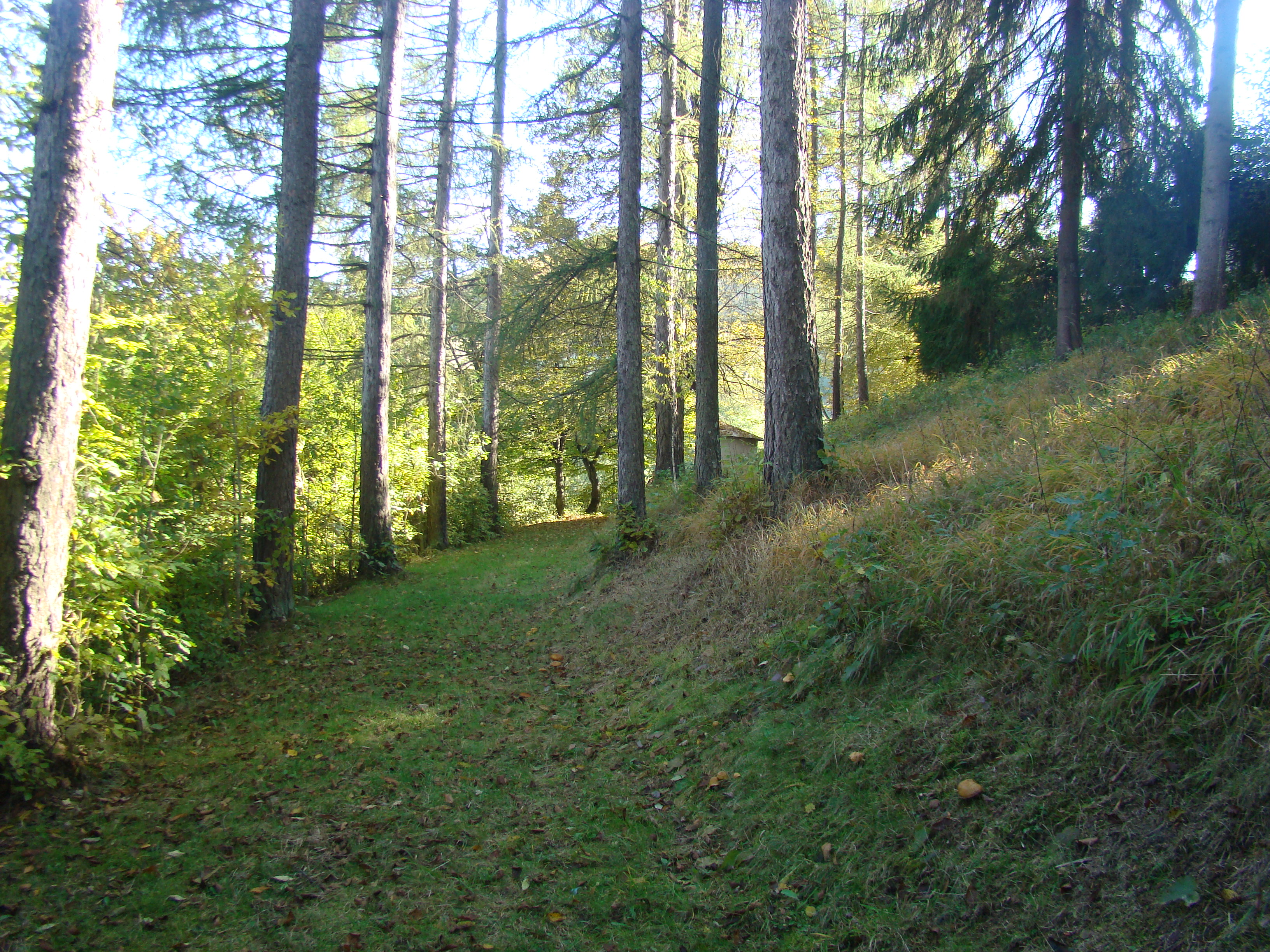
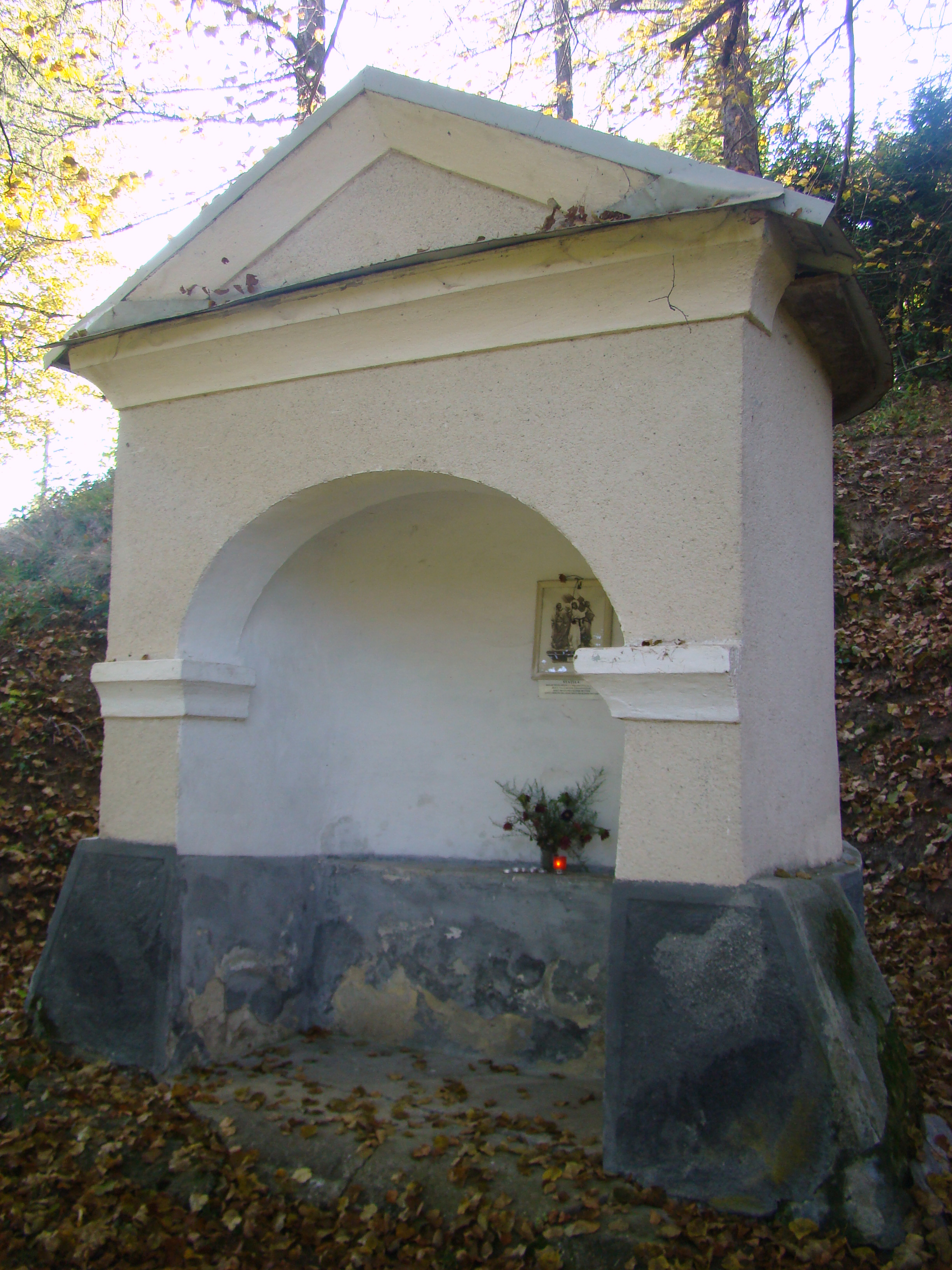
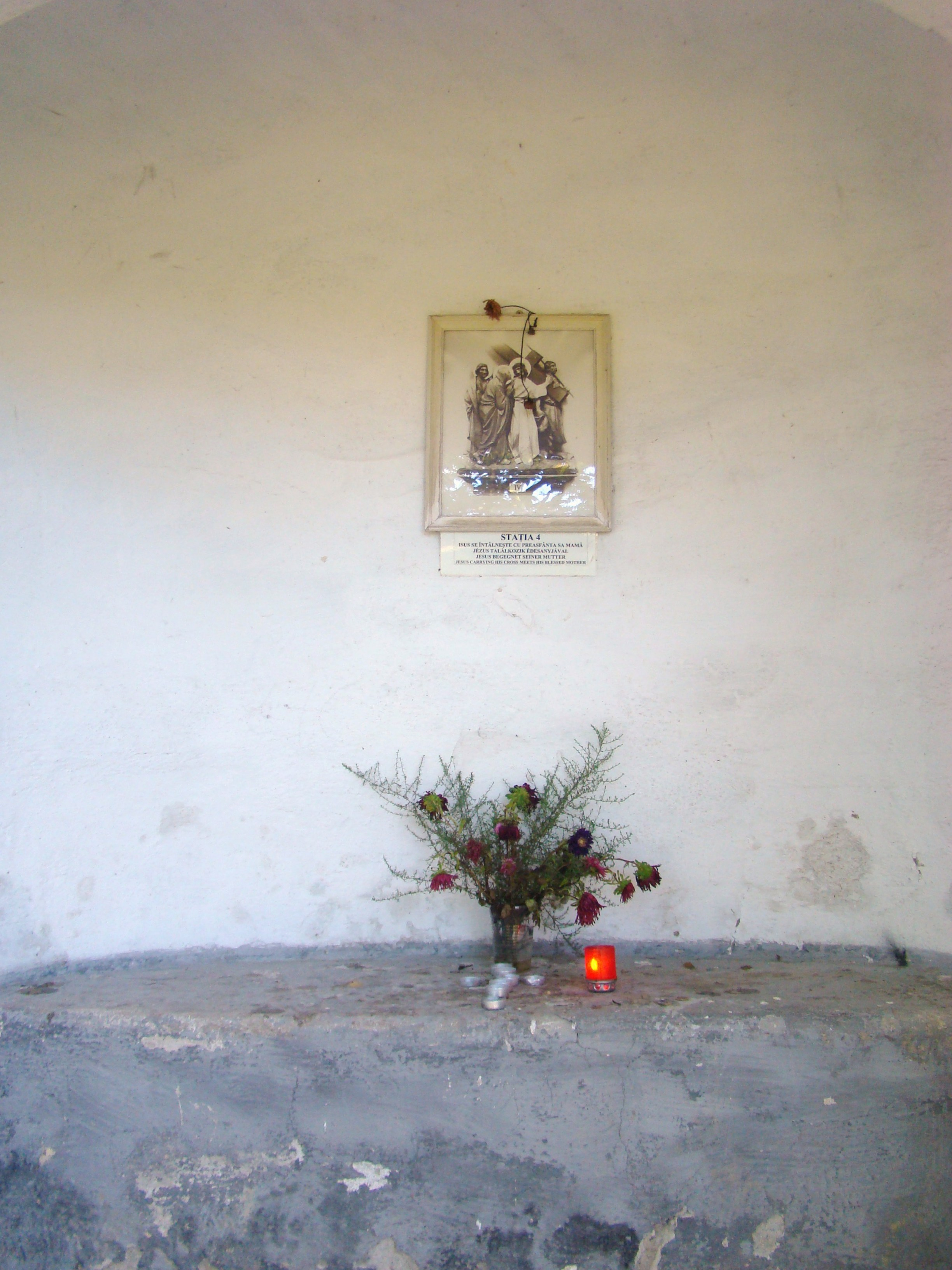
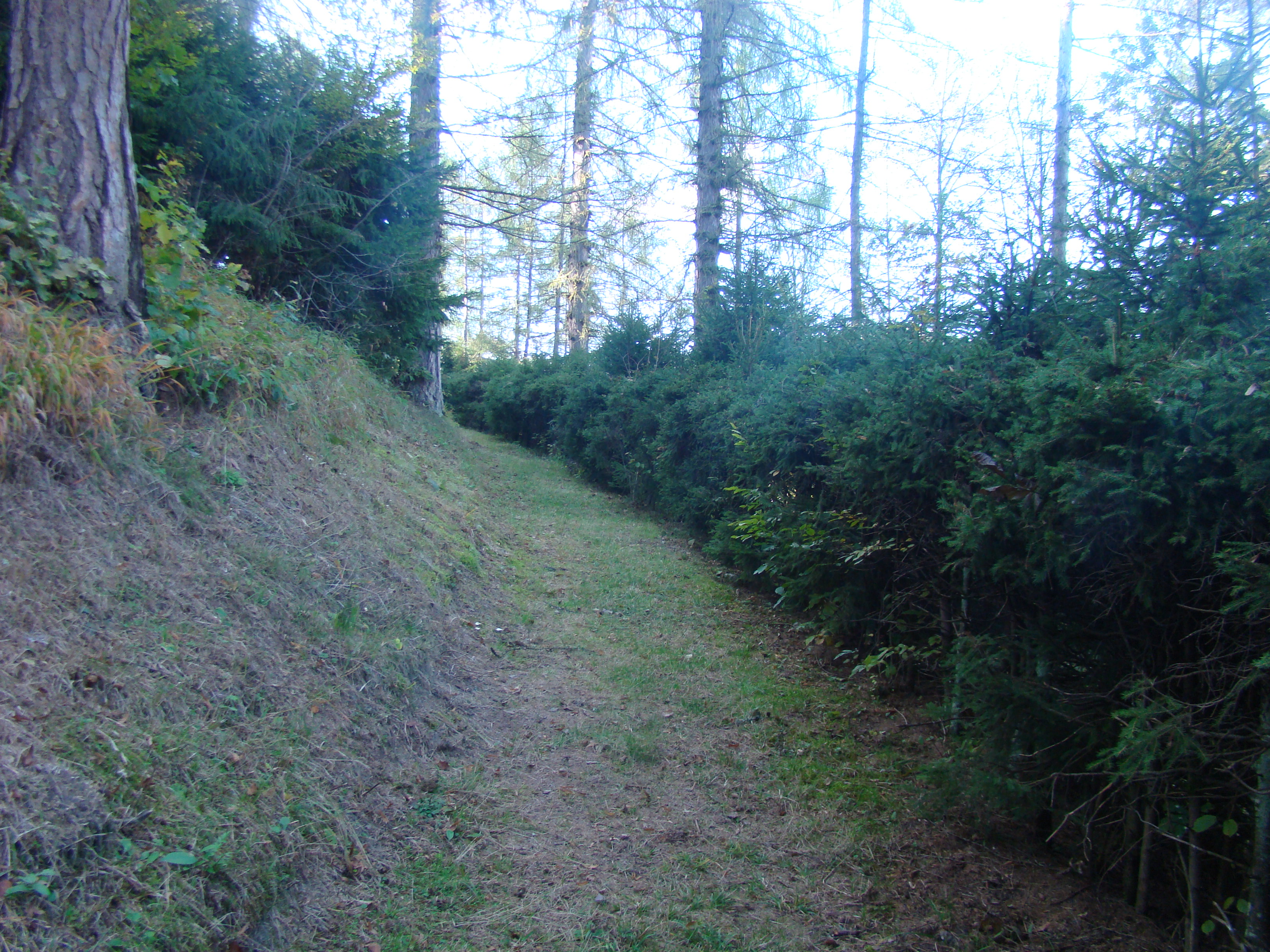
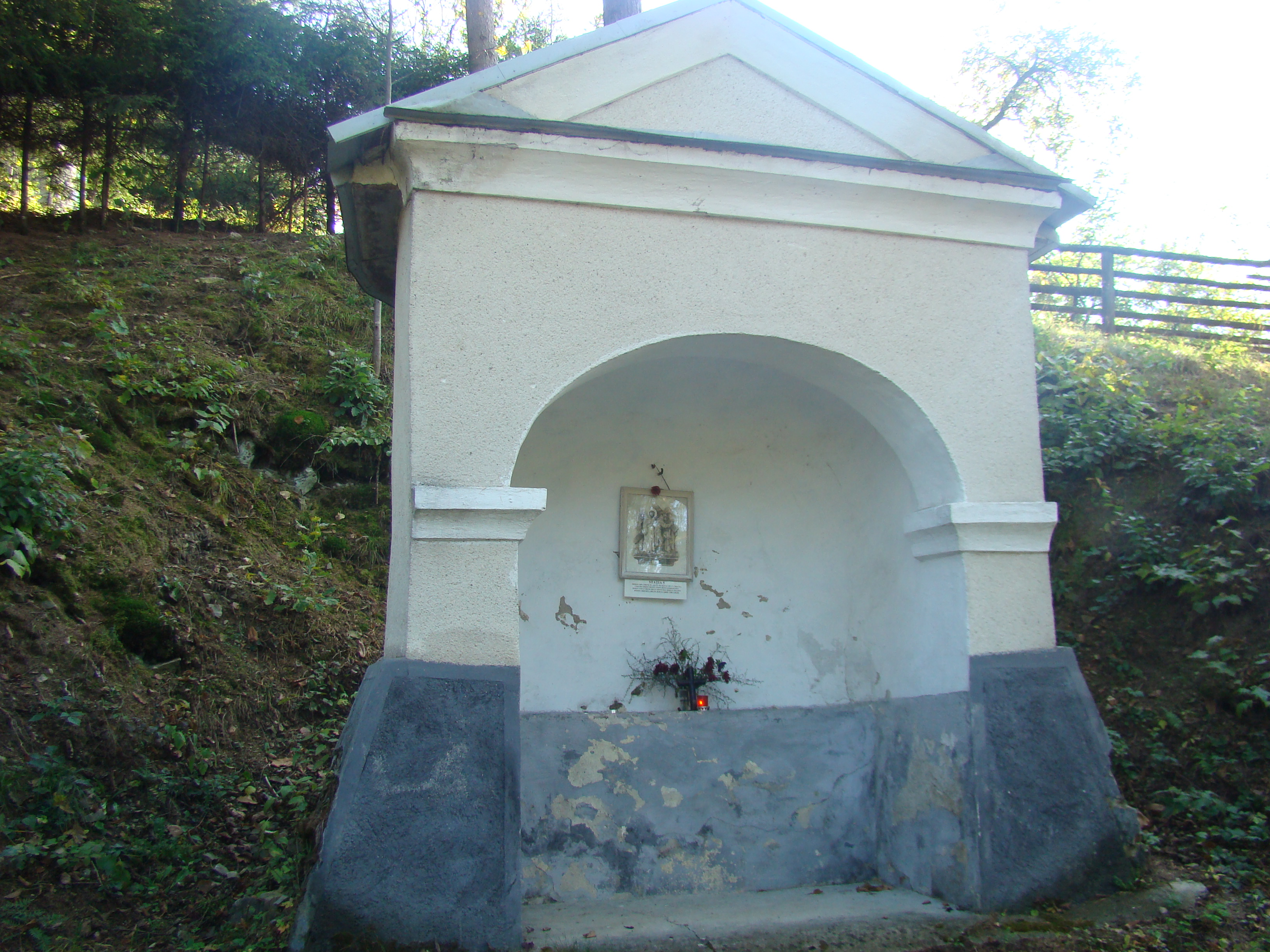
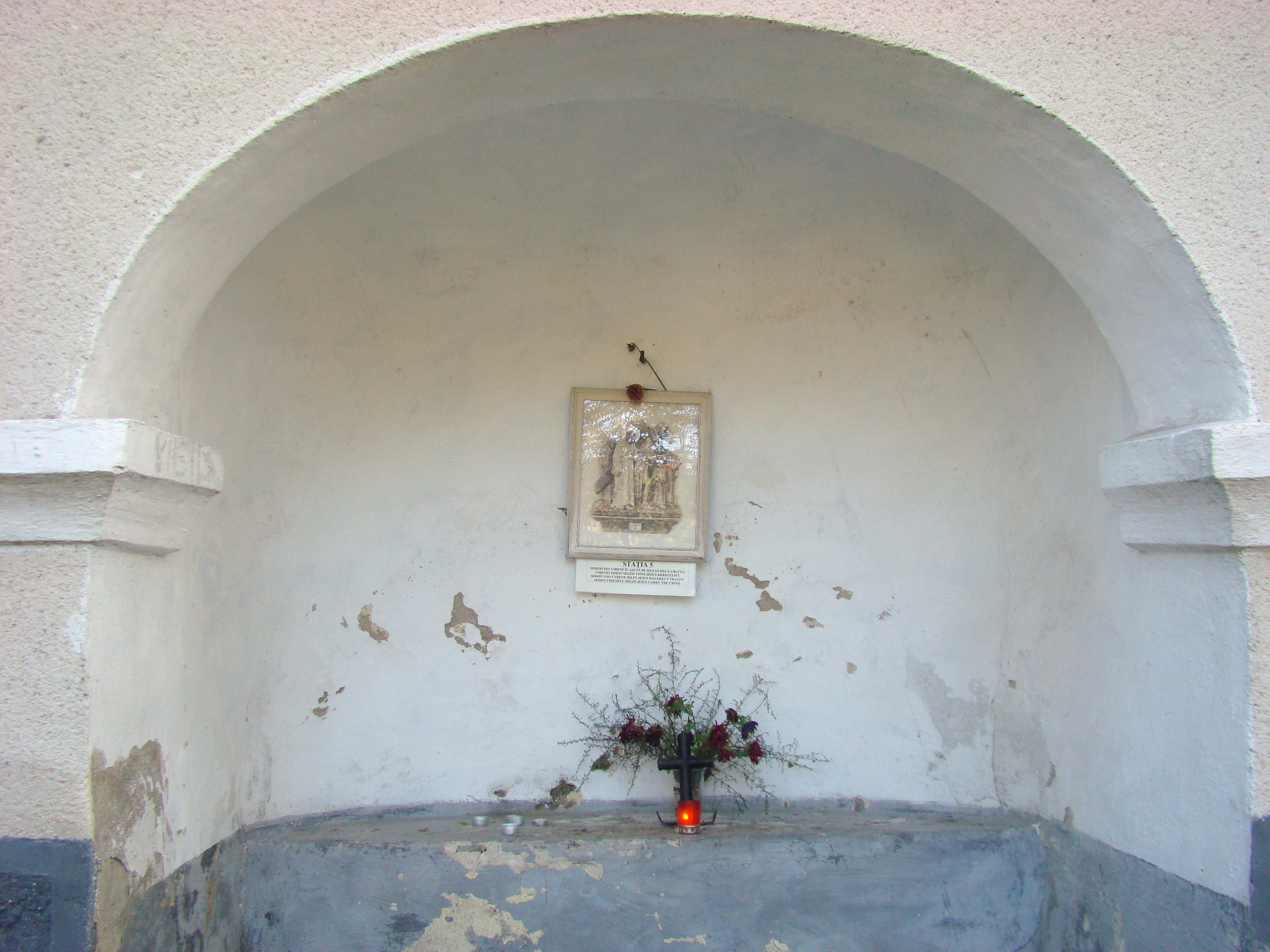
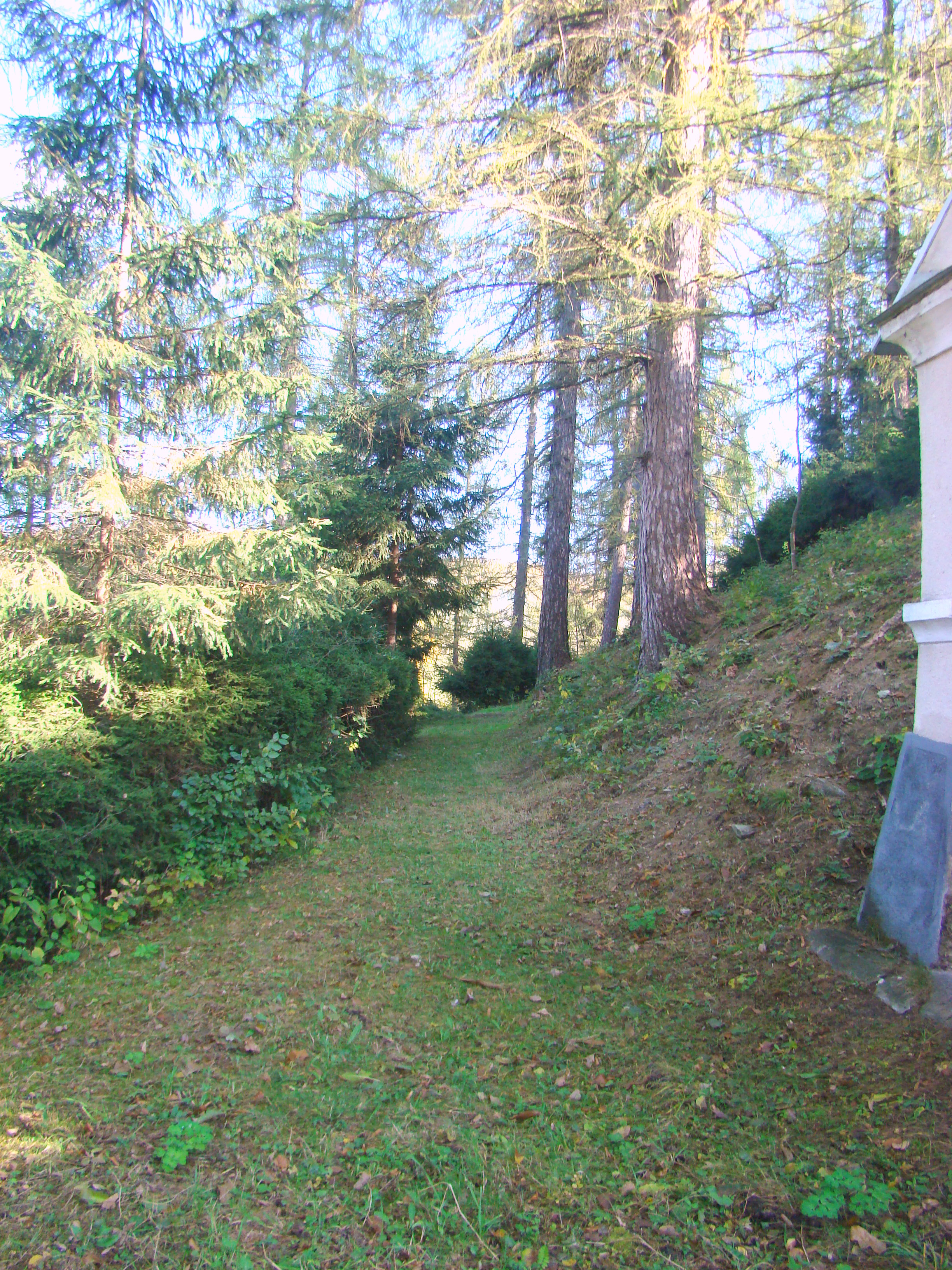
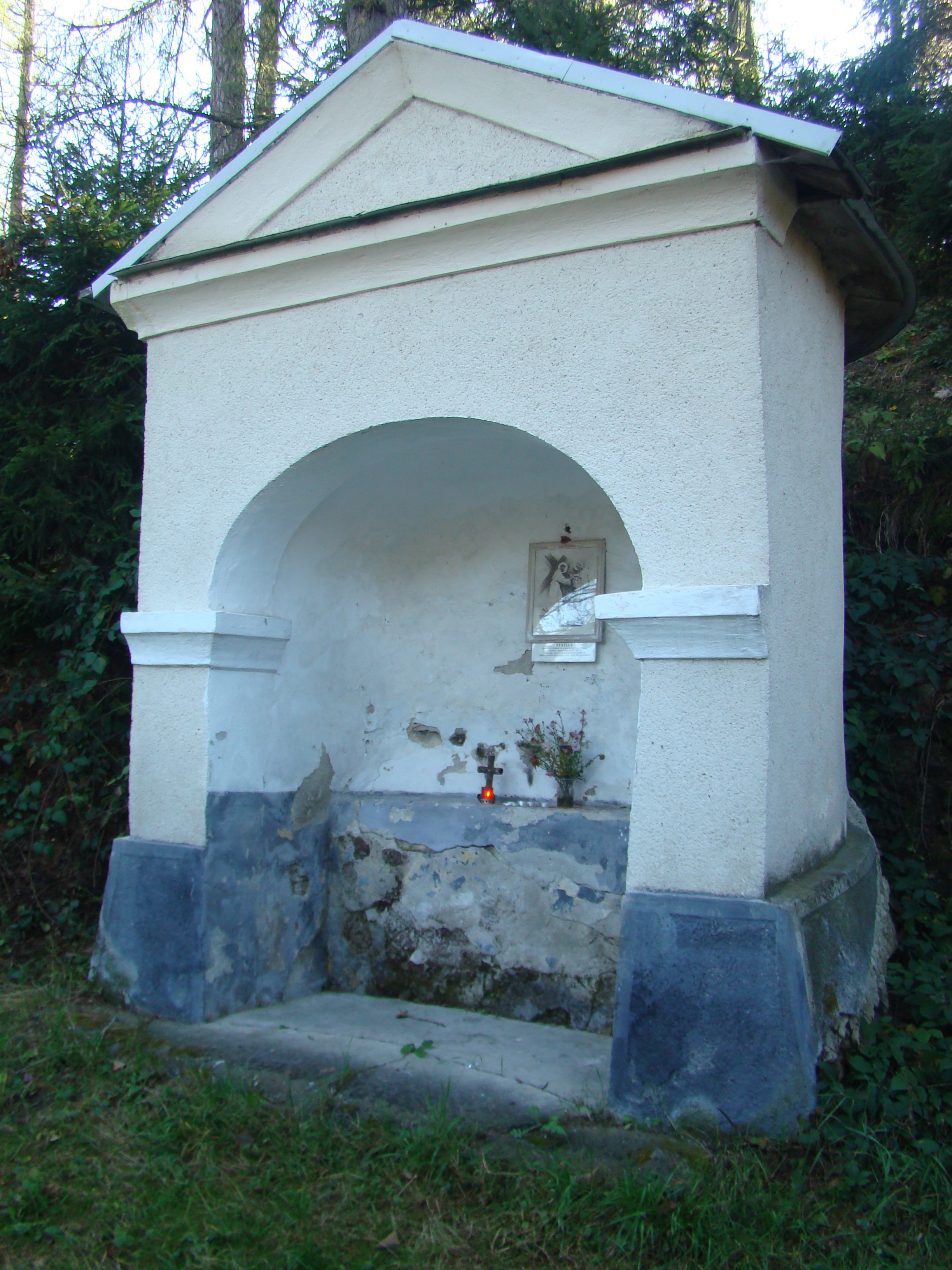
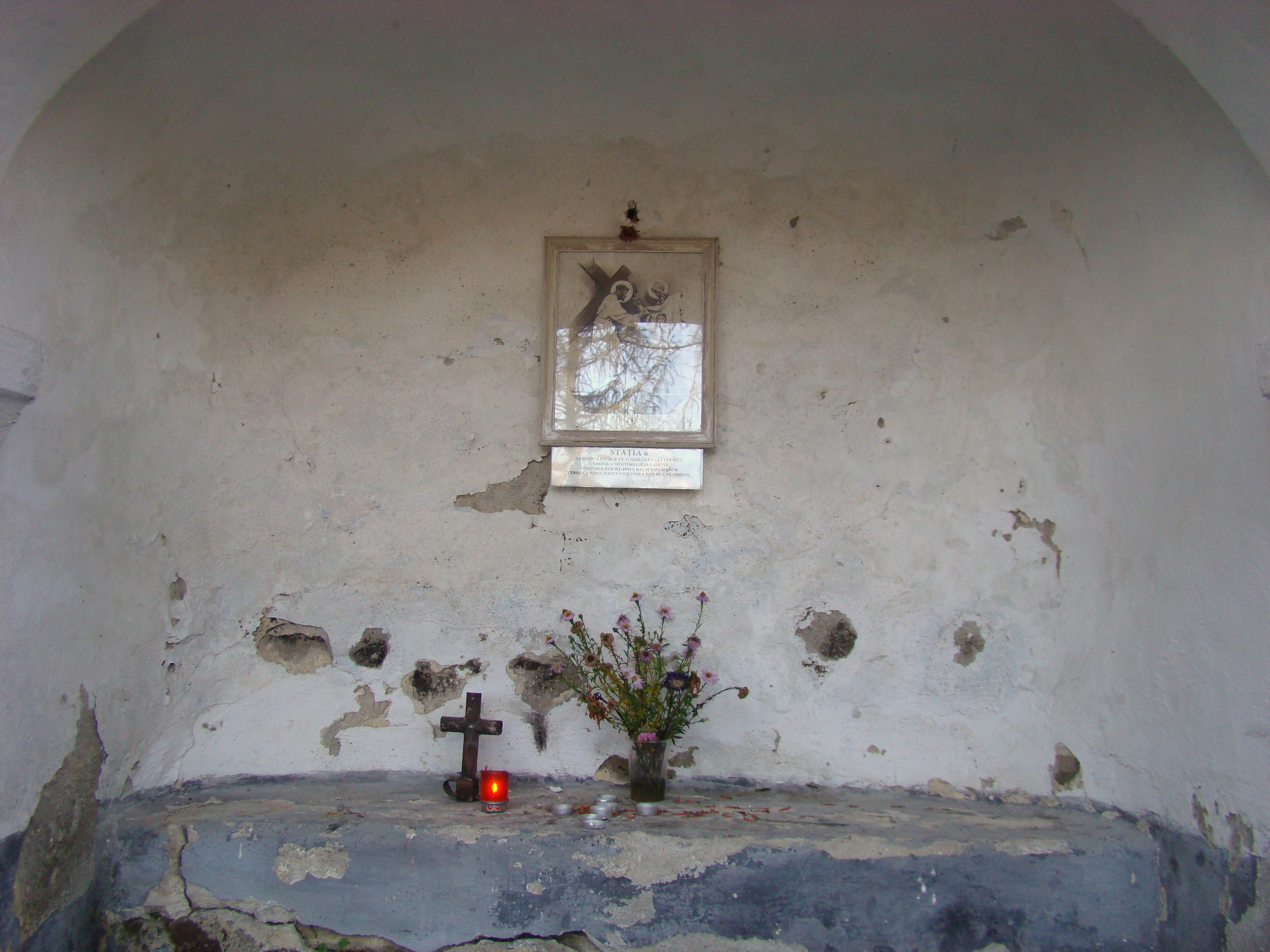
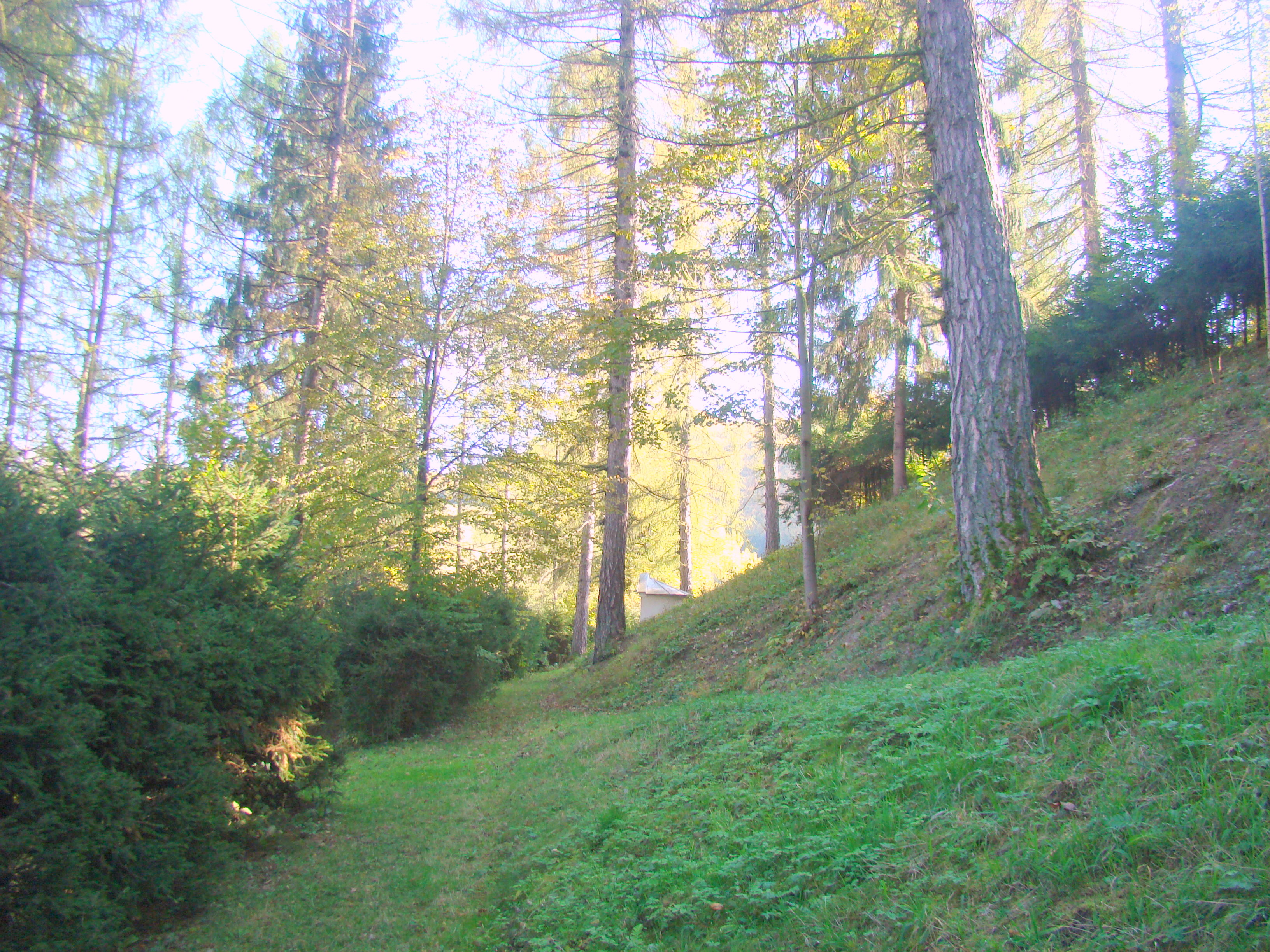
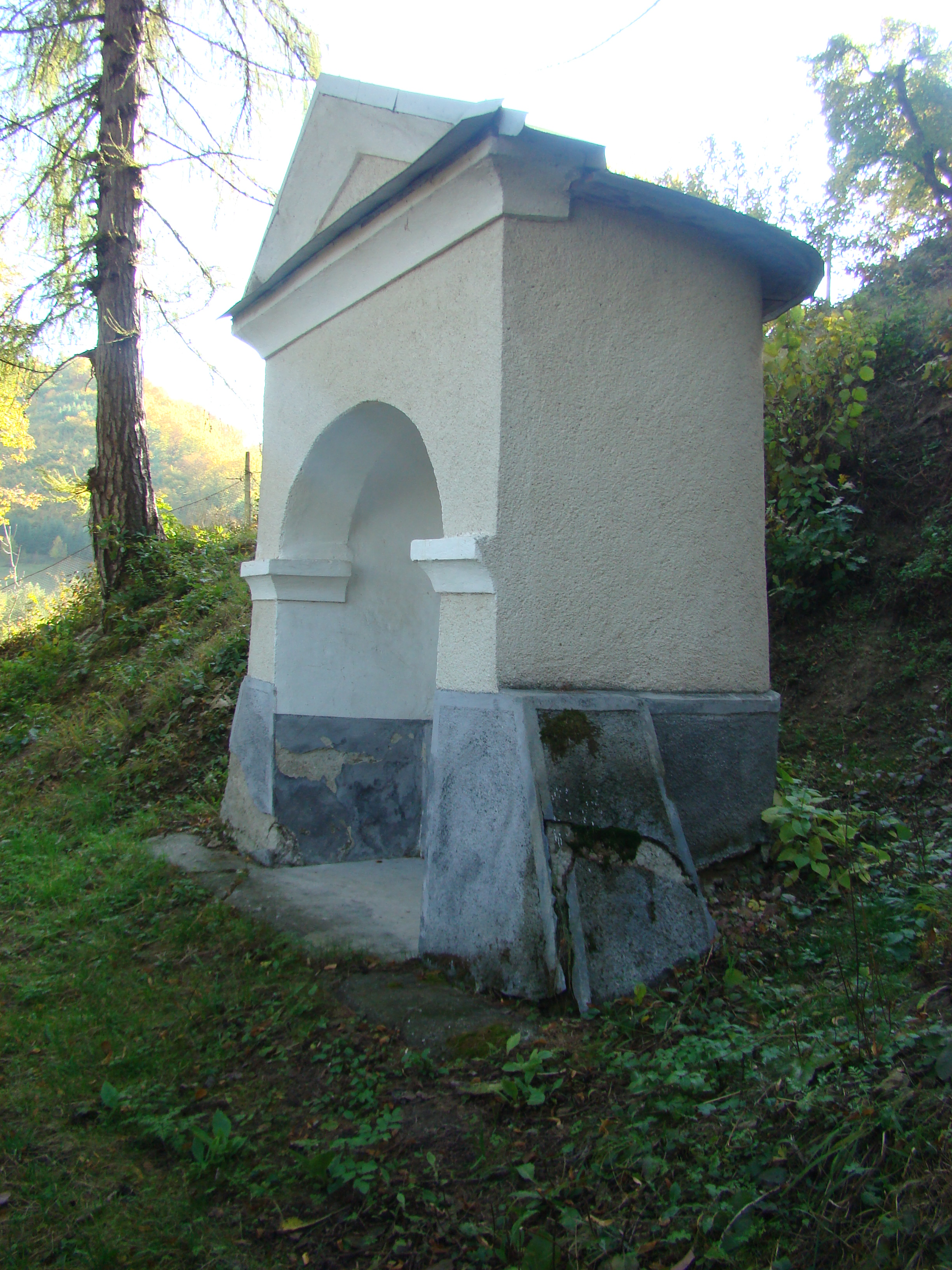
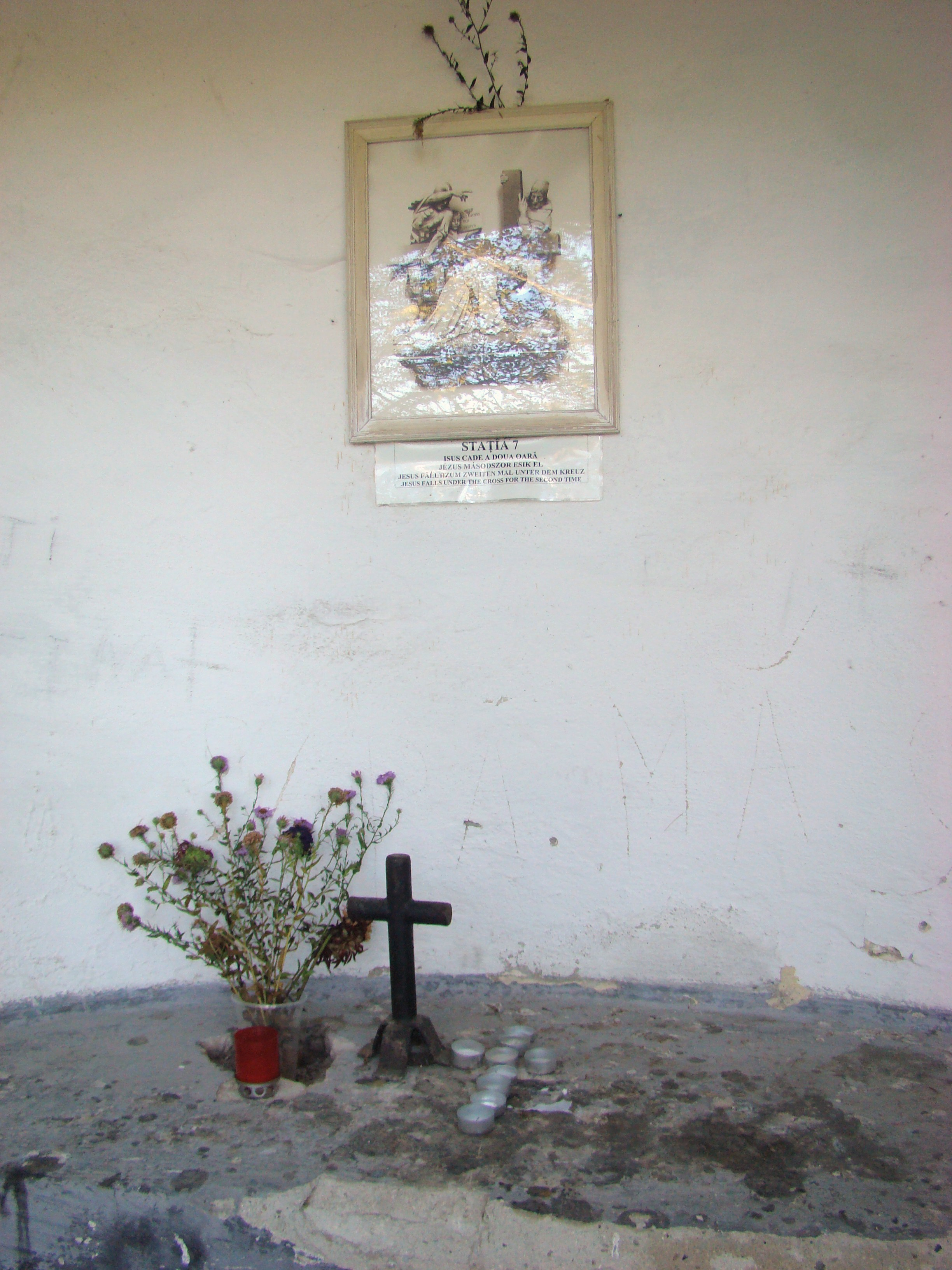
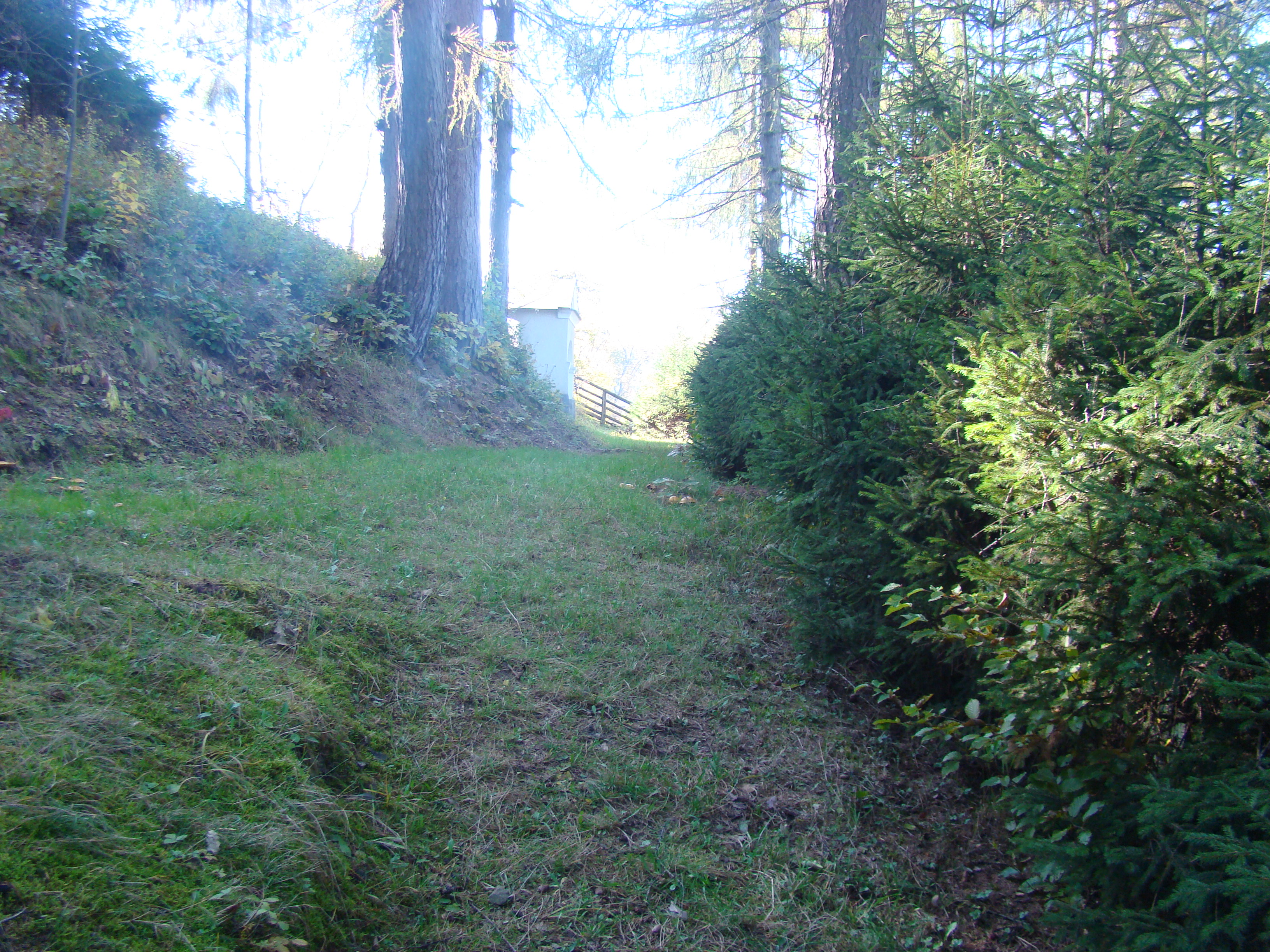
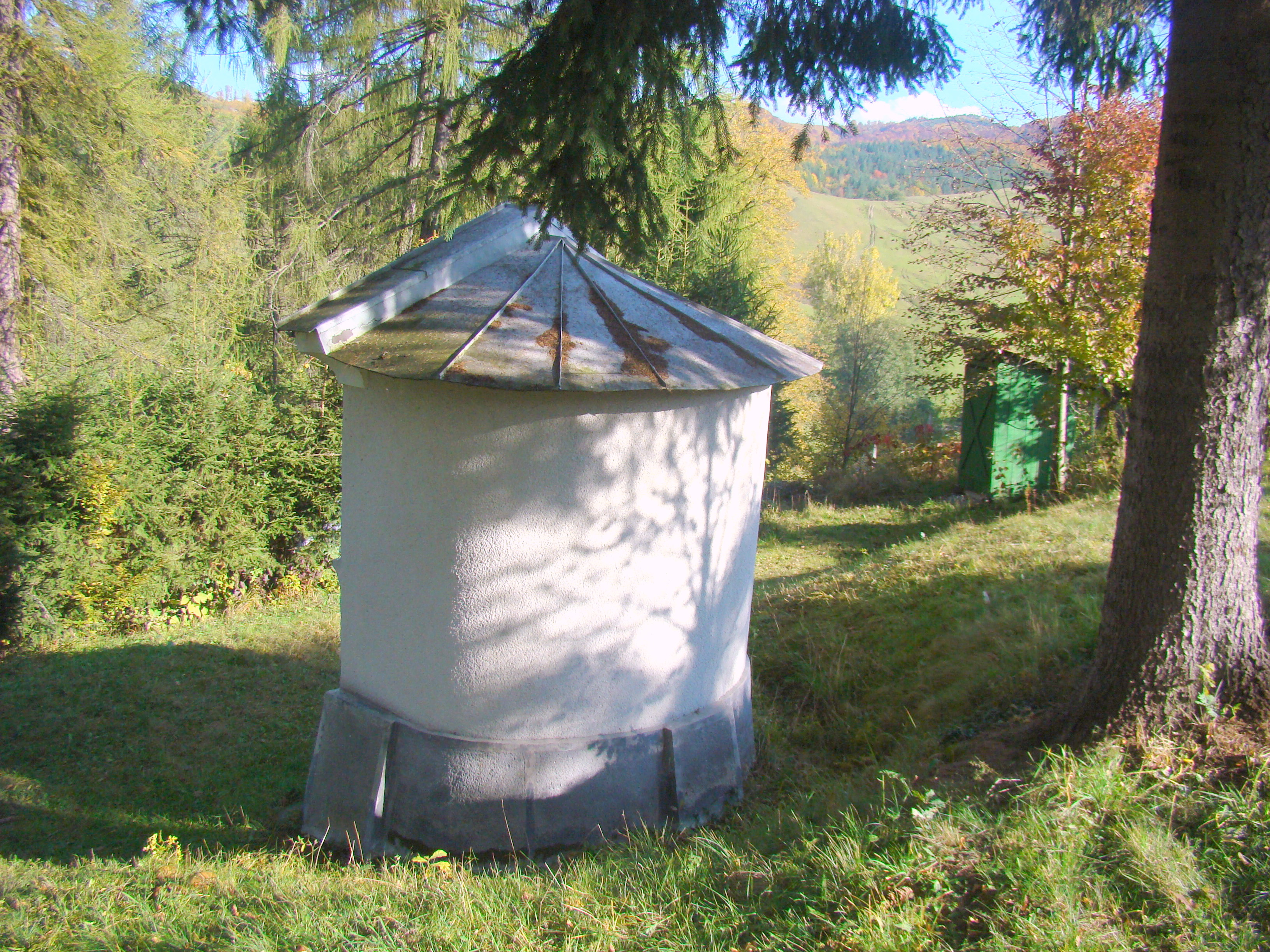
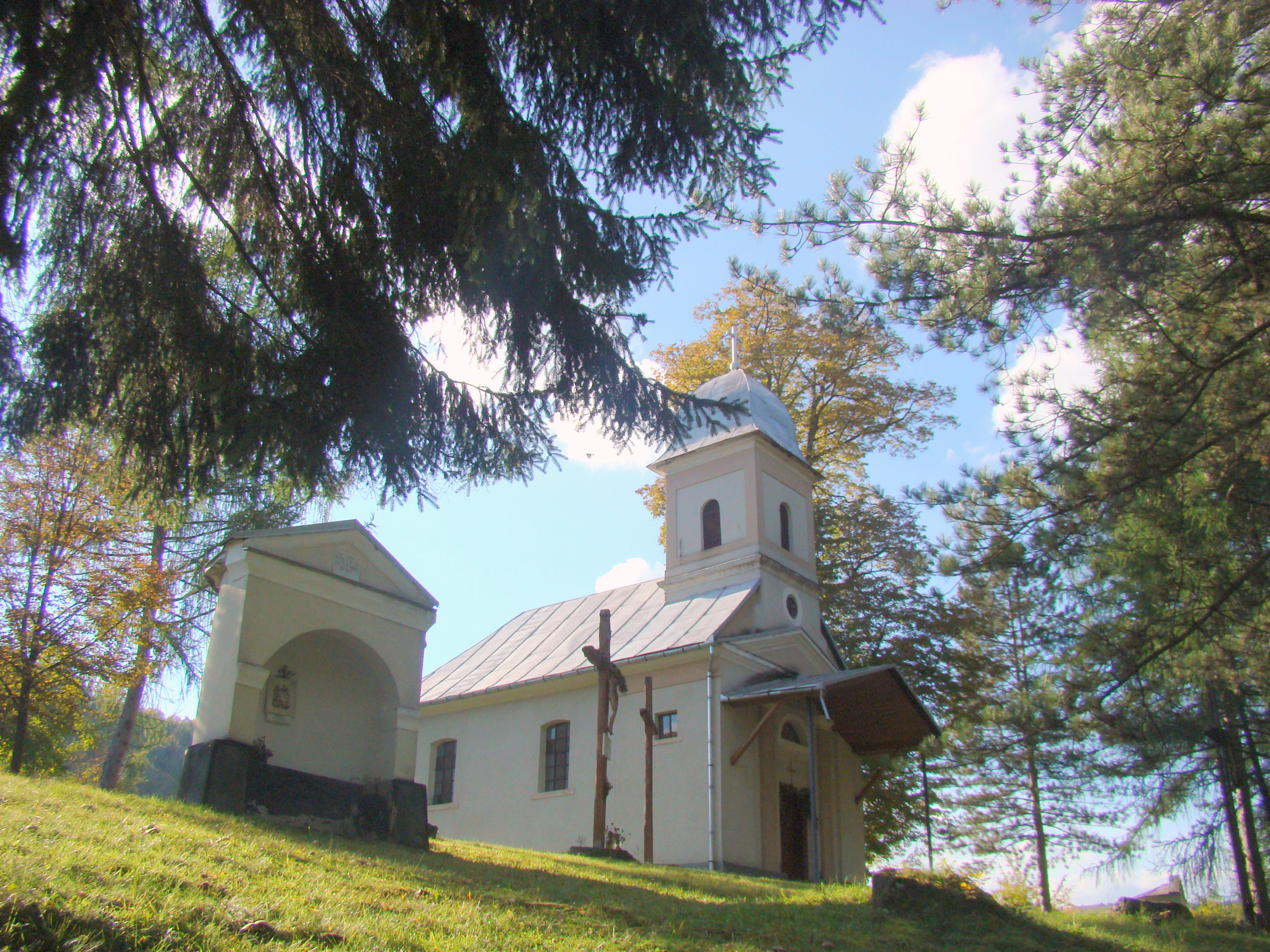
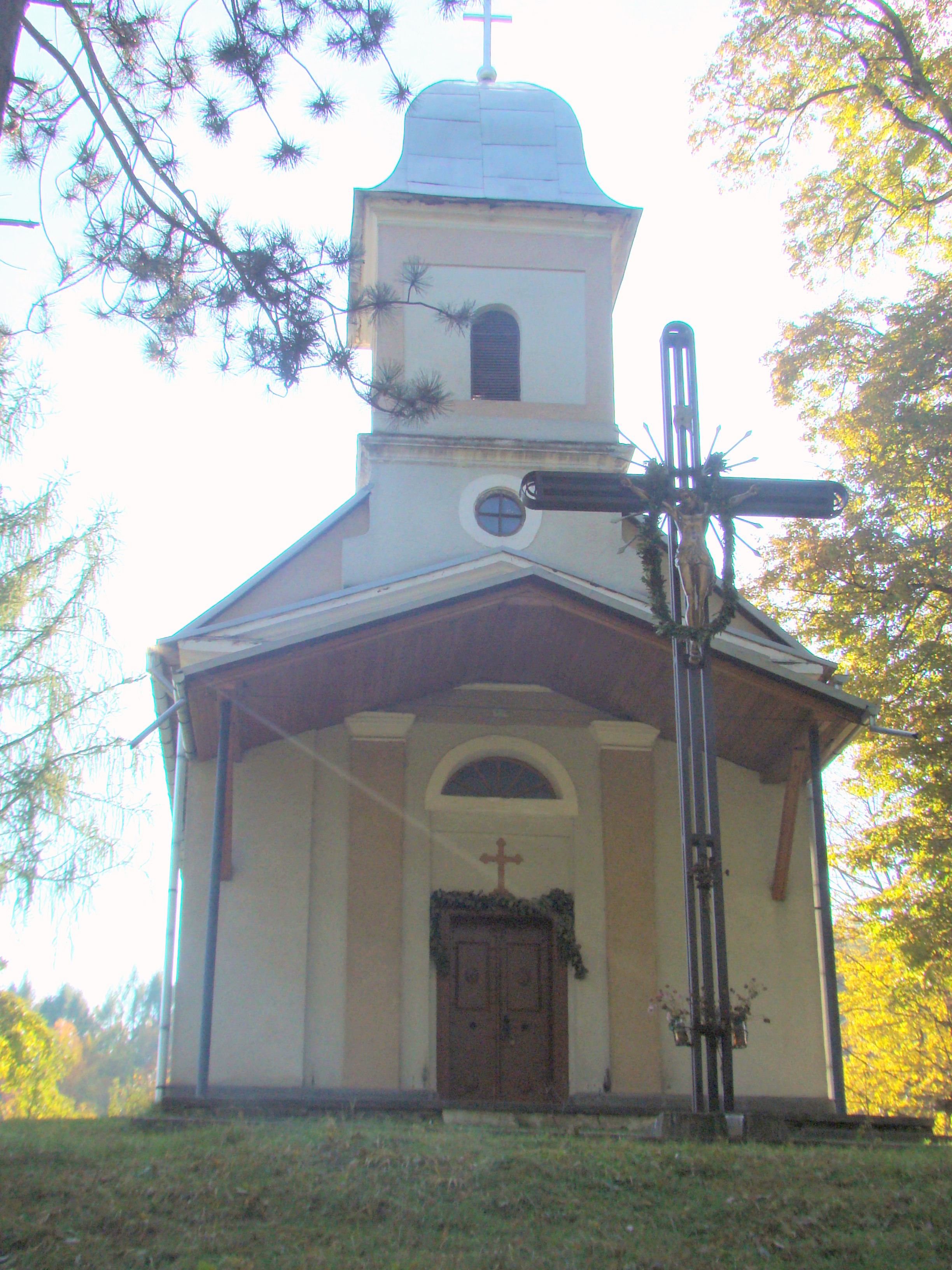
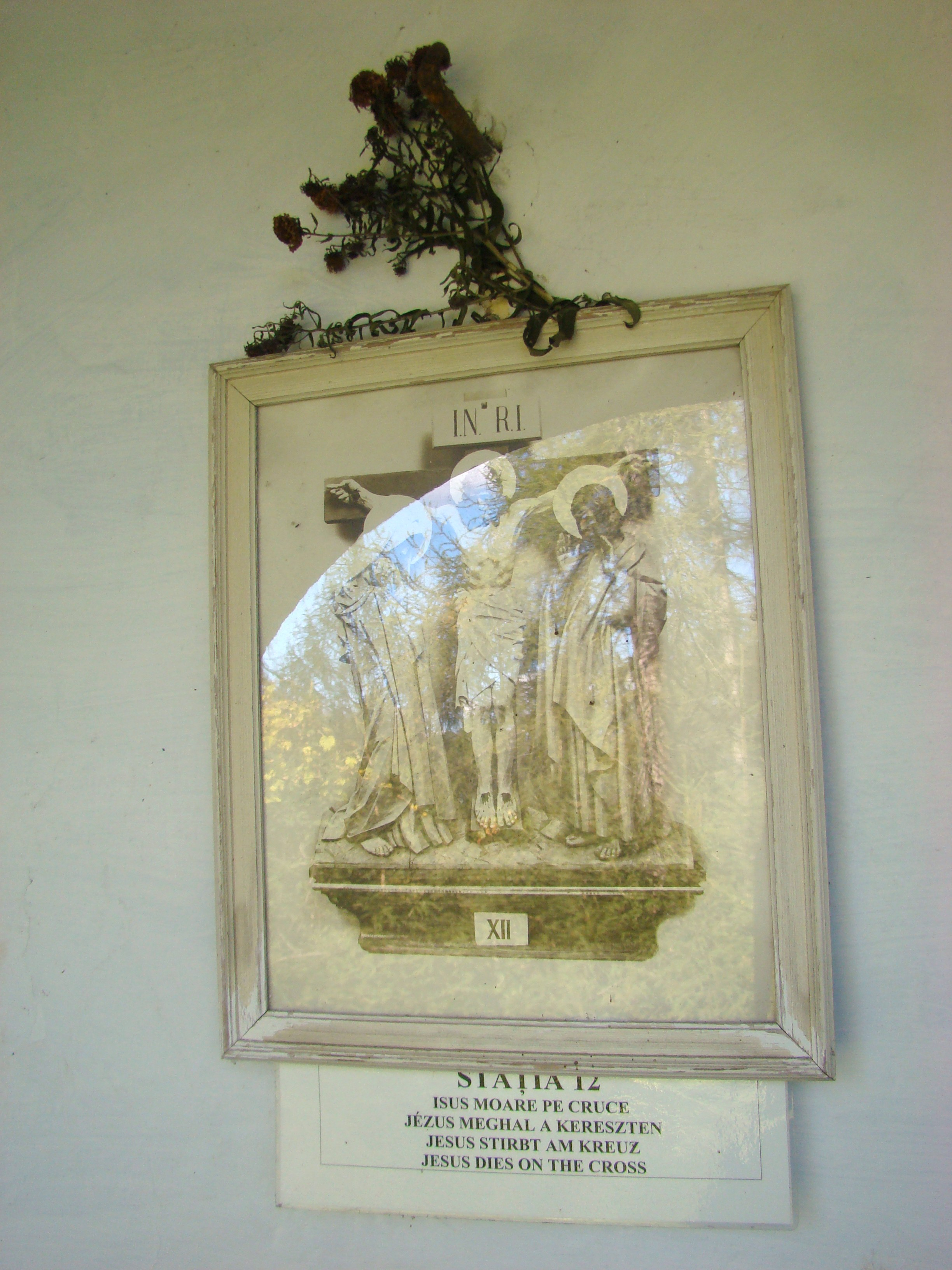

## Vezi și
- Coștiui, Maramureș